# 甘末尔
甘末尔（英語： 1875年6月29日—1945年12月16日）是一位美国经济学家。

## 生平
生于宾夕法尼亚州斯克兰顿，曾担任美国经济学会会长，多国政府经济顾问（菲律宾、墨西哥、危地马拉、哥伦比亚、德国、智利、南非、波兰、厄瓜多尔、玻利维亚、中国、秘鲁、土耳其），曾参与编辑《美国经济评论》，建立美国联邦储备系统。